# Incala amongoui
Incala amongoui är en skalbaggsart som beskrevs av Franz Antoine 1996. Incala amongoui ingår i släktet Incala och familjen Cetoniidae. Inga underarter finns listade i Catalogue of Life.